# 1293
| 1293               |
| ------------------ |
| Dødsfald - Fødsler |
|                    |

| Gregoriansk kalender | 1293 MCCXCIII           |
| Ab urbe condita      | 2046                    |
| Armensk kalender     | 742 ԹՎ ՉԽԲ              |
| Kinesiske kalender   | 3989 – 3990 壬辰 – 癸巳 |
| Etiopisk kalender    | 1285 – 1286             |
| Jødisk kalender      | 5053 – 5054             |
| Hindukalendere       |                         |
| - Vikram Samvat      | 1348 – 1349             |
| - Shaka Samvat       | 1215 – 1216             |
| - Kali Yuga          | 4394 – 4395             |
| Iransk kalender      | 671 – 672               |
| Islamisk kalender    | 692 – 693               |

Konge i Danmark: Erik 6. Menved 1286-1319
Se også 1293 (tal)

## Dødsfald
- Stig Andersen Hvide (Marsk Stig)